# Campeonato Sergipano de Futebol de 1943
O Campeonato Sergipano de Futebol de 1943 foi a 20º edição da divisão principal do campeonato estadual de Sergipe. O campeão foi o Sergipe que conquistou seu 10º título na história da competição.

## Formato e Regulamento
O Campeonato será disputado em dois turno. 
- Duas divisões: Divisão Principal (campeonato citadino de Aracaju) e Divisão do Interior, (As divisões eram grupos regionalizados, assim como houve em outros certames futuros que era dividido em Zonas).
- Os campeões de cada divisão se classificam às finais.
O Campeonato Citadino de Aracaju era um dos grupos classificatórios para as finais do estadual, os seis clubes da capital se enfrentaram em partidas de ida e volta, quem terminasse em primeiro colocado serie campeão citadino e garantiria vaga na final do estadual do mesmo ano. 
O Campeonato Sergipano do Interior como a imprensa chamava o grupo do interior, tinha quatro clubes do interior e ambas equipes se enfrentavam em partidas de iida e volta, quem terminasse em primeiro colocado também garantiria vaga nas finais do estadual. Ambos os títulos são reconhecidos pela Federação Sergipana de Futebol.
Em caso de empate em pontos ganhos entre dois ou mais clubes ao final da Primeira Fase, o desempate, para efeito de classificação, será efetuado observando-se os critérios abaixo: 
1. Maior número de vitórias;
2. Maior saldo de gols;
3. Maior número de gols pró;
4. Confronto direto (entre dois clubes somente);
5. Sorteio.

## Equipes Participantes
Abaixo a lista dos clubes que participaram do campeonato em 1943. 
- ¹: O Olímpico FC é o atual Olímpico Pirambu Futebol Clube.
- ²: O Socialista SC é o atual Centro Sportivo Maruinense.
- ³: O Vasco da Gama é o atual Vasco Esporte Clube.

## Primeira Fase

### Citadino de Aracaju
| Pos | Times         | Pts | J  | V | E | D | GP | GC | SG  |
| --- | ------------- | --- | -- | - | - | - | -- | -- | --- |
| 1   | Sergipe       | 16  | 10 | 7 | 2 | 1 | 26 | 11 | +15 |
| 2   | Olímpico      | 14  | 10 | 6 | 2 | 2 | 30 | 17 | +13 |
| 3   | Vasco da Gama | 11  | 10 | 5 | 1 | 4 | 27 | 26 | +1  |
| 4   | Cotinguiba    | 9   | 10 | 4 | 1 | 5 | 26 | 19 | +7  |
| 5   | Paulistano    | 7   | 10 | 3 | 1 | 6 | 23 | 33 | -10 |
| 6   | Palestra      | 3   | 10 | 1 | 1 | 8 | 12 | 38 | -26 |

|               | COT   | OFC   | PAL   | PLT   | SER   | VAS   |
| ------------- | ----- | ----- | ----- | ----- | ----- | ----- |
| Cotinguiba    | —     | 1 – 1 | 5 – 0 | 3 – 4 | 2 – 3 | 0 – 1 |
| Olímpico      | 6 – 2 | —     | 6 – 1 | 4 – 2 | 2 – 2 | 4 – 3 |
| Palestra      | 0 – 5 | W.O.  | —     | 5 – 4 | 0 – 4 | 2 – 3 |
| Paulistano    | 2 – 1 | 1 – 5 | 3 – 3 | —     | 0 – 1 | 3 – 6 |
| Sergipe       | 1 – 2 | 3 – 1 | 2 – 0 | 3 – 1 | —     | 2 – 2 |
| Vasco da Gama | 1 – 5 | 2 – 1 | 6 – 1 | 2 – 3 | 1 – 5 | —     |

|  |                     |  |        |  |                      |
|  | Vitória do Mandante |  | Empate |  | Vitória do Visitante |

#### Rodadas na liderança e Lanterna
Em negrito, os clubes que mais permaneceram na liderança.
| Liderança | Liderança | Liderança | Liderança | Liderança | Liderança | Liderança | Liderança | Liderança | Liderança |
| --------- | --------- | --------- | --------- | --------- | --------- | --------- | --------- | --------- | --------- |
| 1         | 2         | 3         | 4         | 5         | 6         | 7         | 8         | 9         | 10        |
| OLÍMPICO  | OLÍMPICO  | SER       | OLÍ       | SERGIPE   | SERGIPE   | SERGIPE   | SERGIPE   | SERGIPE   | SERGIPE   |
| Lanterna  |           |           |           |           |           |           |           |           |           |
| 1         | 2         | 3         | 4         | 5         | 6         | 7         | 8         | 9         | 10        |
| PALESTRA  |           |           |           |           |           |           |           |           |           |

#### Resultados
| 21 de março de 1943 | Olímpico | 6 – 1 | Palestra | Aracaju                    |
|                     |          |       |          | Estádio: Adolfo Rollemberg |

| 28 de março de 1943 | Vasco da Gama | 1 – 5 | Sergipe | Aracaju                    |
|                     |               |       |         | Estádio: Adolfo Rollemberg |

| 4 de abril de 1943 | Cotinguiba | 3 – 4 | Paulistano | Aracaju                    |
|                    |            |       |            | Estádio: Adolfo Rollemberg |

| 11 de abril de 1943 | Olímpico | 4 – 3 | Vasco da Gama | Aracaju                    |
|                     |          |       |               | Estádio: Adolfo Rollemberg |

| 18 de abril de 1943 | Cotinguiba | 5 – 0 | Palestra | Aracaju                    |
|                     |            |       |          | Estádio: Adolfo Rollemberg |

| 25 de abril de 1943 | Paulistano | 0 – 1 | Sergipe | Aracaju                    |
|                     |            |       |         | Estádio: Adolfo Rollemberg |

| 2 de maio de 1943 | Cotinguiba | 1 – 1 | Olímpico | Aracaju                    |
|                   |            |       |          | Estádio: Adolfo Rollemberg |

| 23 de janeiro de 1944¹ | Sergipe | 2 – 0 | Palestra | Aracaju                    |
|                        |         |       |          | Estádio: Adolfo Rollemberg |

| 6 de fevereiro de 1944² | Paulistano | 3 – 6 | Vasco da Gama | Aracaju                    |
|                         |            |       |               | Estádio: Adolfo Rollemberg |

| 20 de junho de 1943 | Olímpico | 4 – 2 | Paulistano | Aracaju                    |
|                     |          |       |            | Estádio: Adolfo Rollemberg |

| 27 de junho de 1943 | Sergipe | 1 – 2 | Cotinguiba | Aracaju                    |
|                     |         |       |            | Estádio: Adolfo Rollemberg |

| 4 de julho de 1943 | Palestra | 2 – 3 | Vasco da Gama | Aracaju                    |
|                    |          |       |               | Estádio: Adolfo Rollemberg |

| 8 de julho de 1943 | Sergipe | 3 – 1 | Olímpico | Aracaju                    |
|                    |         |       |          | Estádio: Adolfo Rollemberg |

| 11 de julho de 1943 | Palestra | 5 – 4 | Paulistano | Aracaju                    |
|                     |          |       |            | Estádio: Adolfo Rollemberg |

| 18 de julho de 1943 | Vasco da Gama | 1 – 5 | Cotinguiba | Aracaju                    |
|                     |               |       |            | Estádio: Adolfo Rollemberg |

| 25 de julho de 1943 | Palestra | W.O. – 0 | Olímpico | Aracaju                    |
|                     |          |          |          | Estádio: Adolfo Rollemberg |

| 1 de agosto de 1943 | Sergipe | 2 – 2 | Vasco da Gama | Aracaju                    |
|                     |         |       |               | Estádio: Adolfo Rollemberg |

| 8 de agosto de 1943 | Paulistano | 2 – 1 | Cotinguiba | Aracaju                    |
|                     |            |       |            | Estádio: Adolfo Rollemberg |

| 15 de agosto de 1943 | Vasco da Gama | 2 – 1 | Olímpico | Aracaju                    |
|                      |               |       |          | Estádio: Adolfo Rollemberg |

| 22 de agosto de 1943 | Palestra | 0 – 5 | Cotinguiba | Aracaju                    |
|                      |          |       |            | Estádio: Adolfo Rollemberg |

| 29 de agosto de 1943 | Sergipe | 3 – 1 | Paulistano | Aracaju                    |
|                      |         |       |            | Estádio: Adolfo Rollemberg |

| 7 de setembro de 1943 | Olímpico | 6 – 2 | Cotinguiba | Aracaju                    |
|                       |          |       |            | Estádio: Adolfo Rollemberg |

| 18 de abril de 1943 | Palestra | 0 – 4 | Sergipe | Aracaju                    |
|                     |          |       |         | Estádio: Adolfo Rollemberg |

| 25 de abril de 1943 | Vasco da Gama | 2 – 3 | Paulistano | Aracaju                    |
|                     |               |       |            | Estádio: Adolfo Rollemberg |

| 19 de setembro de 1943 | Paulistano | 1 – 5 | Olímpico | Aracaju                    |
|                        |            |       |          | Estádio: Adolfo Rollemberg |

| 14 de novembro de 1943 | Cotinguiba | 2 – 3 | Sergipe | Aracaju                    |
|                        |            |       |         | Estádio: Adolfo Rollemberg |

| 21 de novembro de 1943 | Vasco da Gama | 6 – 1 | Palestra | Aracaju                    |
|                        |               |       |          | Estádio: Adolfo Rollemberg |

| 28 de novembro de 1943 | Olímpico | 2 – 2 | Sergipe | Aracaju                    |
|                        |          |       |         | Estádio: Adolfo Rollemberg |

| 5 de dezembro de 1943 | Paulistano | 3 – 3 | Palestra | Aracaju                    |
|                       |            |       |          | Estádio: Adolfo Rollemberg |

| 12 de dezembro de 1943 | Cotinguiba | 0 – 1 | Vasco da Gama | Aracaju                    |
|                        |            |       |               | Estádio: Adolfo Rollemberg |

- ¹: Jogo adiado da Rodada 3, por irregularidades no boletim.
- ²: Jogo adiado da Rodada 3.

##### Premiação
| Campeonato Citadino de Aracaju de 1943 |
| -------------------------------------- |
| SERGIPE Campeão (1.º título)           |

### Campeonato Sergipano do Interior
- NOTA: Apenas tem dados de uma partida, não há outras partidas conhecidas. Sabe-se que o Riachuelo venceu a divisão do interior e se classificou para a final estadual.

#### Resultados
| \| 19 de dezembro de 1943 \| Socialista \| 2 – 1 \| Riachuelo \| Maruim \| \| \| \| \| \| Estádio: Gonçalo Prado \| |            |       |           |                        |
| 19 de dezembro de 1943                                                                                              | Socialista | 2 – 1 | Riachuelo | Maruim                 |
| |            |       |           | Estádio: Gonçalo Prado |

##### Premiação
| Campeonato Sergipano do Interior de 1943 |
| ---------------------------------------- |
| RIACHUELO Campeão (1.º título)           |

## Finais
- Todas as partidas disputadas no Estádio Adolpho Rollemberg, Aracaju. 
- A primeira equipe a chegar a 4 pontos ganha a final. 
Jogo de Ida
| 27 de fevereiro de 1944 | Sergipe | 3 – 2 | Riachuelo | Adolfo Rollemberg, Aracaju |
|                         |         |       |           |                            |

Jogo de Volta
| 5 de março de 1944 | Riachuelo | 4 – 2 | Sergipe | Adolfo Rollemberg, Aracaju |
|                    |           |       |         |                            |

Jogo desempate
| 12 de março de 1944 | Sergipe | 4 – 0 | Riachuelo | Adolfo Rollemberg, Aracaju |
|                     |         |       |           |                            |

### Premiação
| Campeonato Sergipano de 1943 |
| Aracaju                      |
| ---------------------------- |
| SERGIPE Campeão (10º título) |

## Classificação Geral
- Obrigatoriamente os finalistas devem ocupar a 1ª e 2ª colocação respectivamente.

- Até este presente dia, dos quatros clubes do interior só temos os resultados da partida entre Socialista x Riachuelo e das partidas das finais do estadual que envolveu o Riachuelo.